# ネイピア・アンド・サン

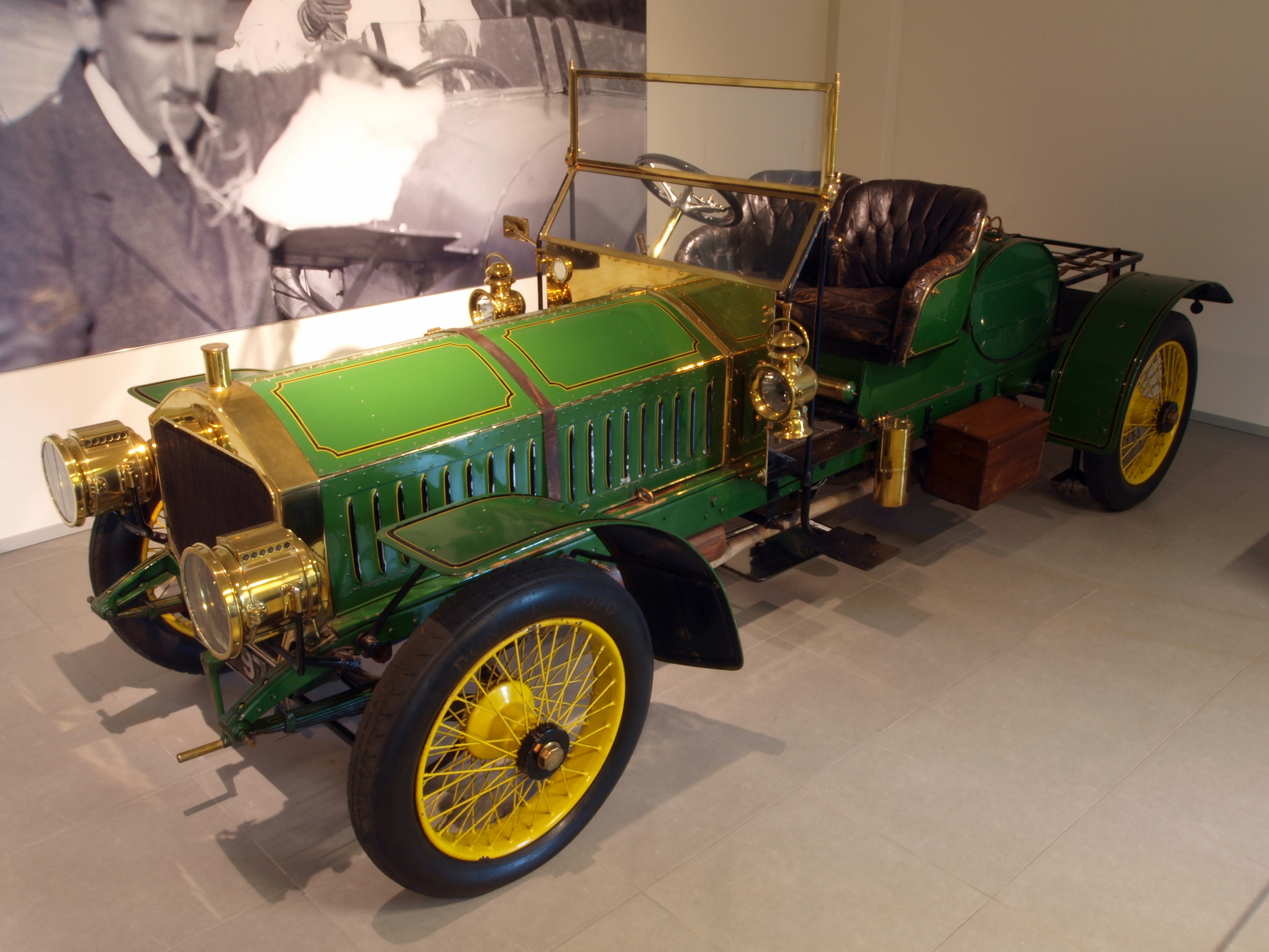
ネイピア 60 hp T21 1907年

D.ネイピア・アンド・サン(D. Napier & Son Limited)は英国で第一次世界大戦以前(いわゆるブラス・エイジ)からエンジンや自動車を製造していた会社であり、また20世紀の初めから中ごろにはもっとも重要な航空用エンジンメーカーのひとつであった。第一次世界大戦後に製作されたライオンは、戦間期のある時期では世界で最も高出力なエンジンであり、また、セイバーの後期型では3,500 hp (2,600 kW)を発生した。

## 初期の歴史
デイビッド・ネイピア(David Napier)は1785年にアーガイル公爵に仕える鍛冶屋の次男として生まれた。いとこたちは造船技師になったが、デイビッドはスコットランドで技術者としての訓練を受け、1808年にロンドンのセントジャイルズ、ロイドコートに会社を設立した。デイビッドは蒸気機関による印刷機を設計し、このうちのいくつかは新聞社、印刷業者であり英国議会議事録の出版を手掛けるハンサードにも納入された。会社は1830年にサウスロンドンのランベスに移転した。

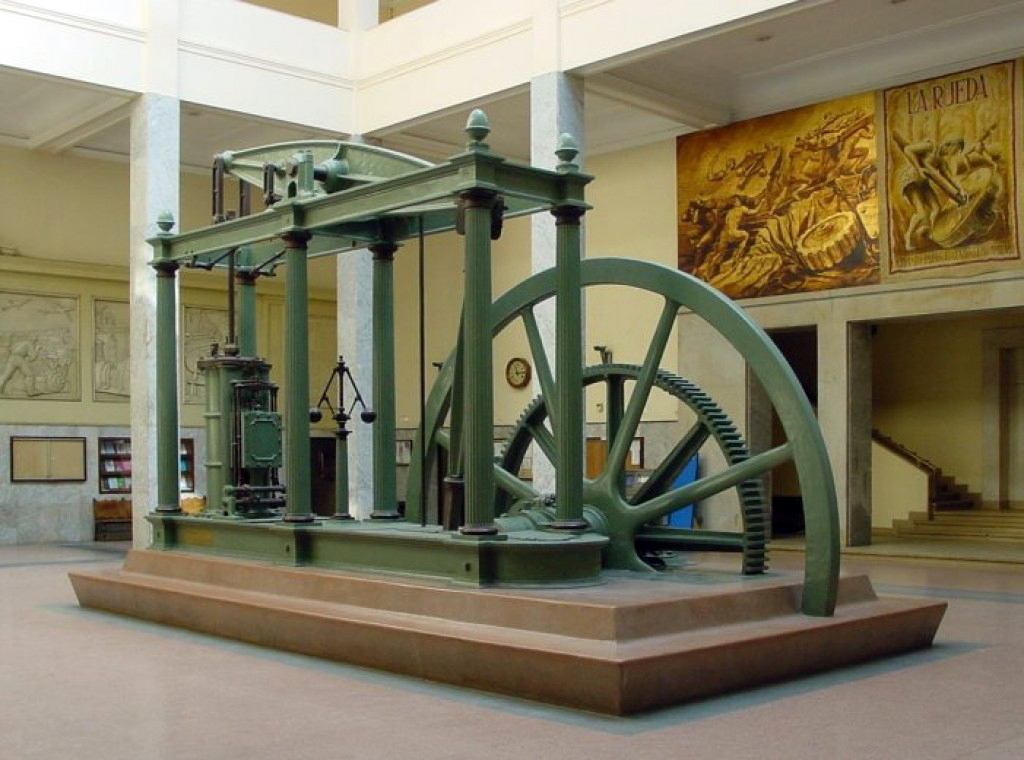
ネイピア・アンド・サンが1859年に製作した蒸気機関

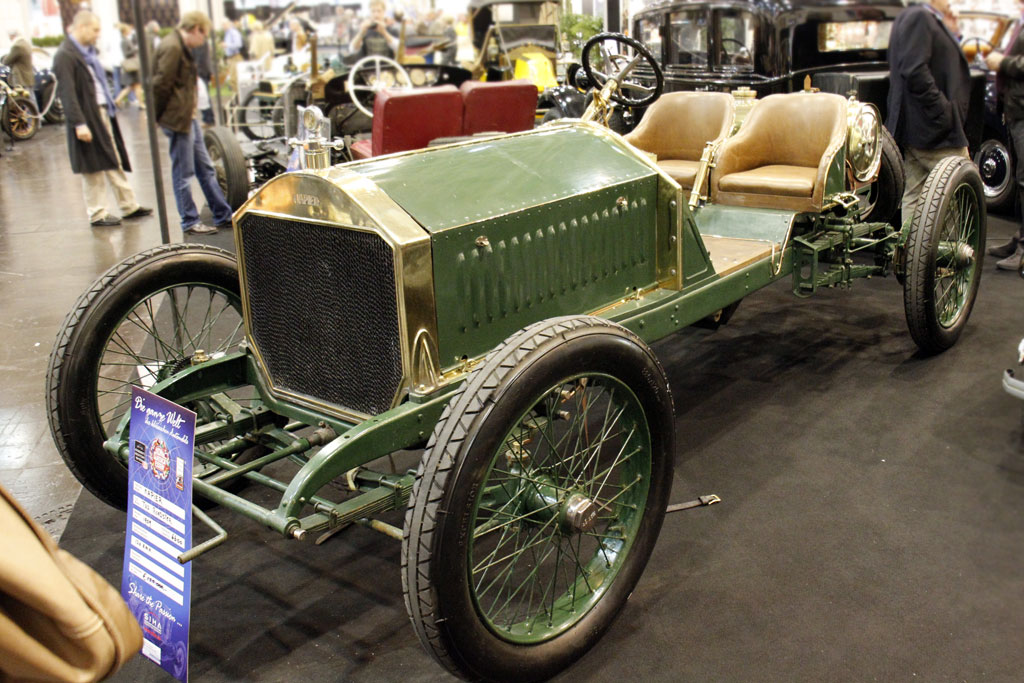
ネイピア T23 ロードスター 1909年

1840年から1860年にかけてはネイピアは成功を収め、設備の充実した工場に200人から300人の従業員をかかえていた。この工場では製糖工場向けの遠心分離器や、ウーリッジの王立兵器廠のための旋盤やドリル、弾薬製造設備、鉄道用クレーンなど多岐にわたる製品を生産していた。1823年に生まれた下の息子ジェイムズが1837年に会社に加わり、1867年には父親の跡を継いで社長に就任した。そして1873年に父親が亡くなると、会社をコインの製造と切手、紙幣を印刷するための精密機械の専門工場にした。ジェイムズは優れた技術者ではあったが、ビジネスマンとしては無能であり、営業努力を下品なことであると考えていた。会社の業績は大きく傾き、1895年には従業員はわずか7人にまでになってしまった。そこでジェイムズは会社を売却しようと試みたが失敗に終わった。
ジェイムズの息子のモンタギューは1870年に生まれ、1895年に父親の技術的才能とともに家業を受け継いだ。モンタギューはアマチュアのレーシングサイクリストであったが、バスロードクラブで“意気軒昂としたオーストラリア人 ”セルウィン・エッジと出会う。セルウィン・エッジはロンドンのダンロップ・ラバー社の支配人であり、H. J. ローソンの同僚であり、またアマチュアのモーター三輪車レーサーであった。エッジは彼のパナール(1896年のパリ-マルセイユ-パリ・レースで勝利した"Old Number 8”)の舵棒をステアリング・ホイールに変更し、潤滑系を改良するようにモンタギューを説得した。
モンタギューはこの内容に満足できず、彼自身の設計による8馬力、直列2気筒で電気点火(これはパナールのホットチューブ方式より優れていた)のエンジンを取り付けることを提案する。エッジはこれに大いに感銘を受け、ダンロップで以前の上司であったハーベイ・デュ・クロと協力して、ロンドンを拠点とするモーター・パワー・カンパニーを設立して、ネイピアのすべての製品を買い取ることを条件に、ネイピアに自ら自動車の製作を始めることを勧める。最初の注文である6台のうち、はじめの3台(8 hp)は2気筒であり、残りは4気筒(16 hp)であった。すべてがコーチビルダーのアーサー・マリナー(ノーザンプトン)によるアルミニウム製ボディーにチェーンドライブを備え、1900年3月31日に納入された。エッジは400ポンドを支払い500ポンドで販売した。
1912年にエッジとの論争の果てに、ネイピアはエッジの持ち分と販売会社を買い取った。このときには生産数は年700台近くまで増大していたが、その多くはロンドンのタクシーとして販売するために供給された。この年には6つのモデルが生産されただけだった。ネイピアの最後の自動車は、ライオンエンジンの設計者でもあるA.J.ロウリッジの設計による(その後、彼は1921年にロールス・ロイスに移っている)、40/50hpで、377立方インチ(6,177 cc) (102×127 mm, 4×5インチ) の合金製6気筒、取り外し可能なシリンダーヘッド、SOHC、7組のベアリングを備えたクランクシャフト、2組のマグネトーと点火コイル、2重の点火プラグ、そしてNapier-SU キャブレターを備えていた。当時子会社であったコーチビルダーのキュナードによって車体が取り付けられた。1924年までの間に全部で187台が製作され、そしてネイピアは自動車の生産から撤退した。総生産台数は4,258台であった。
自動車レース以外の分野では、ネイピアは1904年に初めてカナディアンロッキーを横断した自動車として名声を博した。これはチャールズ・グリッデン夫妻(グリッデンツアーの出資者)がボストンからバンクーバーに至る3,536 マイル (5,690 km)を走破したものである。

## 自動車レース
ほかのどの英国ブランドも得ることができなかった自動車レースによる知名度の価値が認識されるようになり、春にエッジは8 hp (6.0 kW)のネイピアで、エドワード・ケナード夫人の代理として、王立自動車クラブの1,000マイル(1,600 km)トライアルレースに出場する。ドライバーはエッジで、同乗のケナード夫人とともに、ニューベリーからエディンバラまでを往復する周回コースでクラス優勝を果たした。このレースでは64台が出走したなかで完走したわずか35台のうちの1台であり、またイングランドでは平均時速12 mph (19 km/h)以上、スコットランドでは平均時速10 mph (16 km/h)以上という規定をクリアしたわずか12台のうちの1台であった。
1900年の6月になると、8台の"16 hp"が発注され、その1台でエッジは837 マイル (1,350 km)パリ-トゥールーズ-パリのレースに、後にロールス・ロイスを設立するチャールズ・ロールズを同乗メカニックとして参加する。この301.6立方インチ(4,940cc)(101.6×152.4 mm, 4x6 in)サイドバルブは点火コイルと冷却系統にトラブルを起こし、完走することができなかった。
1901年にモンタギューは満足できる高速性能をもつ自動車を設計した。これは995.5立方インチ(16,300cc)(165.1×190.5 mm, 6.5×7.5インチ) 、サイドバルブ、4気筒、800rpmで最大出力103 hp (77 kW)、ホイールベース115インチ(2.921 m)に4速変速機、チェーンドライブであった。"50 hp"と呼ばれたが、ロールスのための1台を含めて、わずかに2台ないし3台が完成しただけであった。エッジは1901年のゴードン・ベネット・カップにこのうちの1台で参加するが、途中でテストすることしかできなかった(完成したのが5月25日、レースのたった4日前であった)。モンタギューが同乗メカニックを務めた。"50 hp"はダンロップ製タイヤには出力過大であり、新たに取り付けられたフランス製のタイヤのために失格になってしまった。というのもこれが車体と同じ国で作られたものではなかったためである。これに続くパリ-ボルドーラリーでは、クラッチのトラブルのためリタイヤした。
1902年のゴードン・ベネット・カップでは、シャロン・ジラルド・ボイト、モールそしてパナールの3台の自動車がフランスのために競い、エッジがネイピアで、また2台のウーズレーが参加した。このときのネイピアは3速のシャフトドライブ、392.7立方インチ(6,440cc)(1127×127 mm, 5x5インチ) 4気筒、("30 hp"と呼ばれてはいたが)44.5 hp (33.2 kW)で、エッジと彼のいとこが操縦した。後にブリティッシュ・レーシング・グリーンと呼ばれることになる緑色をまとったこの車は、ほかの参加者がすべて競技中にリタイヤしてしまったための不戦勝ではあったが、平均時速31.8マイル(51.2 km/h)の記録でともかく優勝する。これは国際的なモータースポーツにおける英国の初めての勝利であり、また1923年にヘンリー・シーグレーブがフランスグランプリで優勝するまで繰り返されることはなかった。

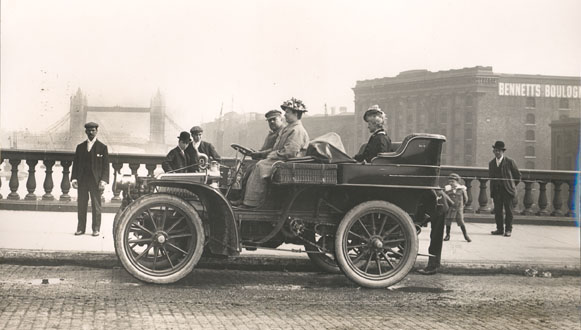
1902年のワールドツアーでのチャールズ・グリッデン

さらにまた、ネイピアはグリッデン・ツアーをニューヨーク州北部で開催するようチャールズ・J・グリッデンを促した。この結果ジェノヴァ工場にくわえてボストンにも工場を設置するようにグリッデンに説得されるが、これは成功しなかった。ジェノヴァ工場(支配人はアーサー・マクドナルド)は1906年から1909年までサン・ジョルジオの名前でネイピアのライセンス生産を行った。
自動車の生産数は1903年には250台に達し、ランベス工場が手狭になった。このためロンドン西部のアクトン}の新工場(敷地面積1.52ha) への移転が行われた。この年の10月16日、ネイピアは1904年に6気筒の自動車を販売すると発表した。そしてこれは最初の商業的に成功した6気筒車となった。この車は「驚くほどスムーズで柔軟」な18 hp (13 kW)301立方インチ(4.9 リッター) (101.6×101.6 mm, 4×4インチ) で、3速のギアボックス、チェーンドライブを備えていた。さらに5年のうちには英国だけでも62もの6気筒車のメーカーが存在していた。これにはフォード・モーター社の1906年型モデルKも含まれる。
ネイピアの1902年の優勝によって、ゴードン・ベネット・カップの開催の任が英国にもたらされた。そしてダブリンの南で1903年のレースが開催され、3台のシャフトドライブのネイピアが、後に有名になる緑の塗装で英国の名誉を守るべく参加した。2台の470立方インチ(7708 cc) 45 hp (34 kW)、4気筒にはチャールズ・ジャロットと J. W. ストックス(ジェノヴァ工場の支配人のマクドナルドがストックスの同乗メカニックを務めた)が乗り組み、そしてエッジが80 hp (60 kW)(838 立方インチ, 13,726 cc)のタイプ5Kに搭乗した。ジャロットとストックスは大破し、エッジは部外者の助力を得たことから失格となった(見物人が車輪の上からタイヤを冷やすためにバケツの水をかける手伝いをした)。この1年はネイピアのレース活動にとってよい年ではなかった。パリ-マドリッド・ラリーでは、マーク・メイヒュー中佐の運転する35 hp (26 kW)が操縦を失って木に衝突した。1904年のドイツでのゴードン・ベネット・カップではエッジのK5(ふたたびマクドナルドが同乗)は良いところがなかったが、新型の920立方インチ(15 リッター、158.7×127 mm、6.25×5インチ)、6気筒のL48にコード810を思わせる外付けのラジエターを取り付けた車体が、9月にアイルランドのポートマーノックで行われたベルベット・ストランド・スピード・トライアルにおいて、マクドナルドの操縦で速度記録を達成した。
1905年1月に、ふたたびマクドナルドがL48に搭乗して、フロリダ州オーモンドビーチにて区間1マイル(1.6 km)で104.65 mph (168.41 km/h)の速度記録を達成した。この記録はすぐにH.L.ボウデンのメルセデス車に破られたが、のちにこの記録は認められなかった。多才なマクドナルドは、1905年にマン島で行われたゴードン・ベネット・カップの予選でワークスのドライバー、クリフォード・アープからレースを引き継いでL48を走らせ、9位に入賞した。
エッジの秘書ドロシー・リービットは、1905年にブラックプールとブライトン・スピードトライアルでK5の発展型である10 hp (7.5 kW)を運転し、またその翌年にはブラックプール・スピードトライアルでL48を走らせ、エッジと並ぶスピード記録を作り、またキロメーターランセで90.88 mph (146.25 km/h).という女性記録を打ち立てることで、その才能を示した。
1907年には、ネイピアでは1,200人が働いており、年間におおよそ100台の自動車を生産していた。かれらはレース活動の打ち続く成功に支えられていた。この年にはブルックランズ・サーキットが開業し、ネイピアの技術者であるH.C. トライアンがオープニングイベントで40 hp (30 kW)のネイピアで優勝した。また6月にはエッジが1,581マイル(2,544 km)を平均時速65.905マイル(106.06 km/h)で走破する有名な24時間の走行記録を60 hp (45 kW)、589 立方インチ (9,652 cc) (127×127 mm, 5×5インチ) の6気筒で打ち立てた。この記録は18年間破られることがなかった。サムソンという愛称のL48が、この施設の最初の2年間で有名になった。1908年にはネイピアのフランク・ニュートンが、ストロークを178mmに延長したL48で半マイル(800m)を時速119.34マイル(190.05 km/h)で周回した。
ネイピアの最後のレースでの優勝は、1908年のツーリスト・トロフィーにおける4気筒車によるもので、ハットンの名義であった。これは6気筒車の評判を守るためで、ウィリー・ワトソンの操縦であった。しかしフランス・グランプリでは、オフィシャルが取り外し式のワイヤホイールが不当な優位性であると主張して、その頑迷さを悪名高いものにした。
さらに、ネイピアがレース活動から手を引いた後も、そのライオン航空エンジンは、マルコム・キャンベルの1927年のネイピア-キャンベル・ブルーバードや、1931年のキャンベル-ネイピア-レイルトン・ブルーバード、1929年のシーグレイブのゴールデン・アロー、1939年から1964年まで記録保持者であったジョン・コッブのネイピア-レイルトンや、レイルトン・モビル・スペシャルなど、多くの陸上速度記録競技車両に使用された。

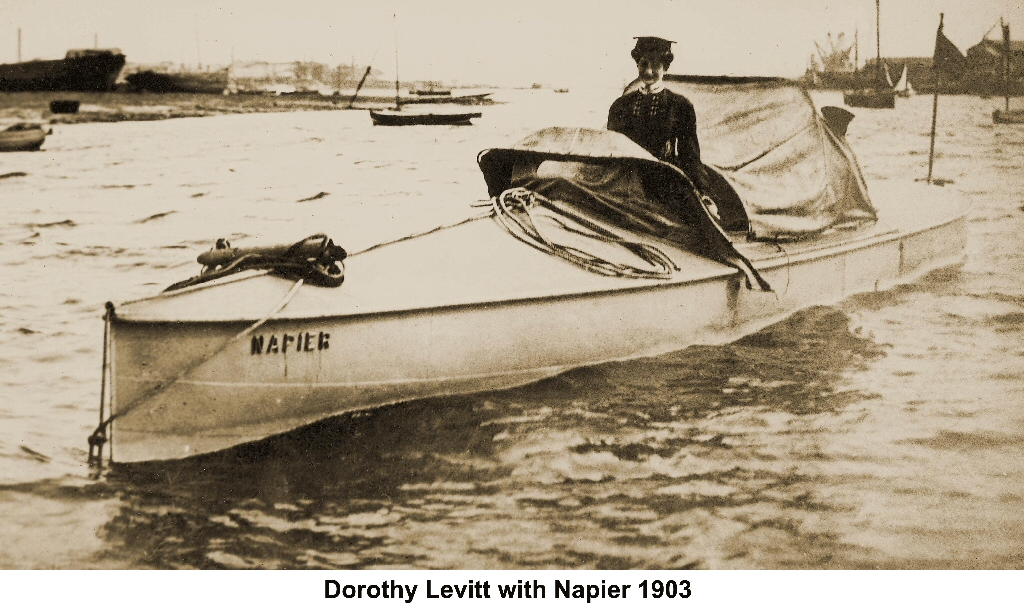
ネイピア製モーターヨットを操縦するドロシー・リービット 1903年

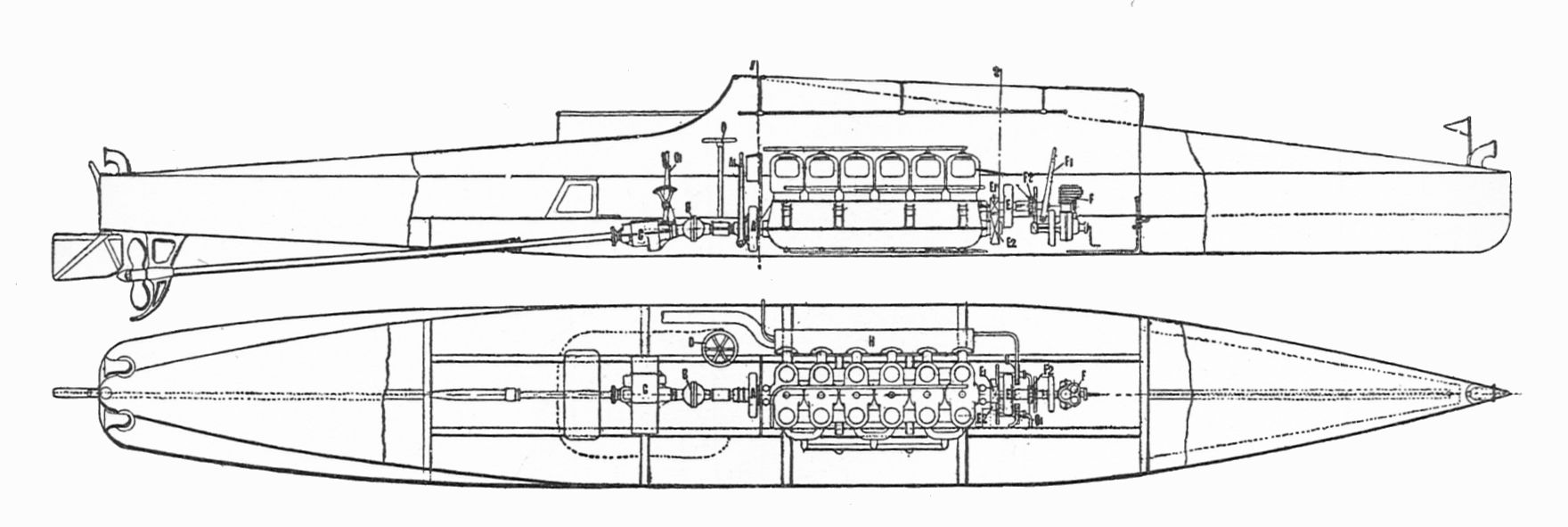
1905年のネイピア・レーシングモーターランチ

## モーターヨット
ネイピアは船舶用エンジンと大型ボートに進出した。1903年にS.F. エッジのネイピアランチが、アイルランドのコーク・ハーバーで行われた第一回の英国国際ハームズワース杯(スピードボート)で優勝した。40-フート (12 m)の鋼鉄製船体のスピードボートで、3葉のスクリューを備えており、ドロシー・リービットの操縦で19.3 mph (31.1 km/h)を記録した。ボートの所有者であり競技参加者である“S.F. エッジ”の名が、優勝者としてトロフィーに刻まれている。3番目の乗組員がキャンベル・ミューアで、かれもまた操縦を受け持った。
1903年8月8日、リービットはカウズでネイピアを操縦してレースに勝った。そのあとリービットは英国王、エドワード7世から王室ヨットに招かれて、その勇気と技術について称賛をうけた。これに続いてボートの性能についてや、その英国政府の兵站業務についての潜在的な可能性について話し合った。
8月末に、リービットはフランスのトロービルのガストン・メニエール杯で優勝した。これは5マイルの海上での世界選手権大会であり、優勝賞品は$1,750の賞金であったと記録されている。
I1903年10月にはリービットは、トロービルの海上チャンピオンシップに優勝する。そしてフランス政府はこのボートを1,000ポンドで購入した。
1905年型ネイピアII型ボートが、区間1マイルでほぼ30ノット(56 km/h)の世界水上速度記録を樹立した。

## 第一次世界大戦と戦間期

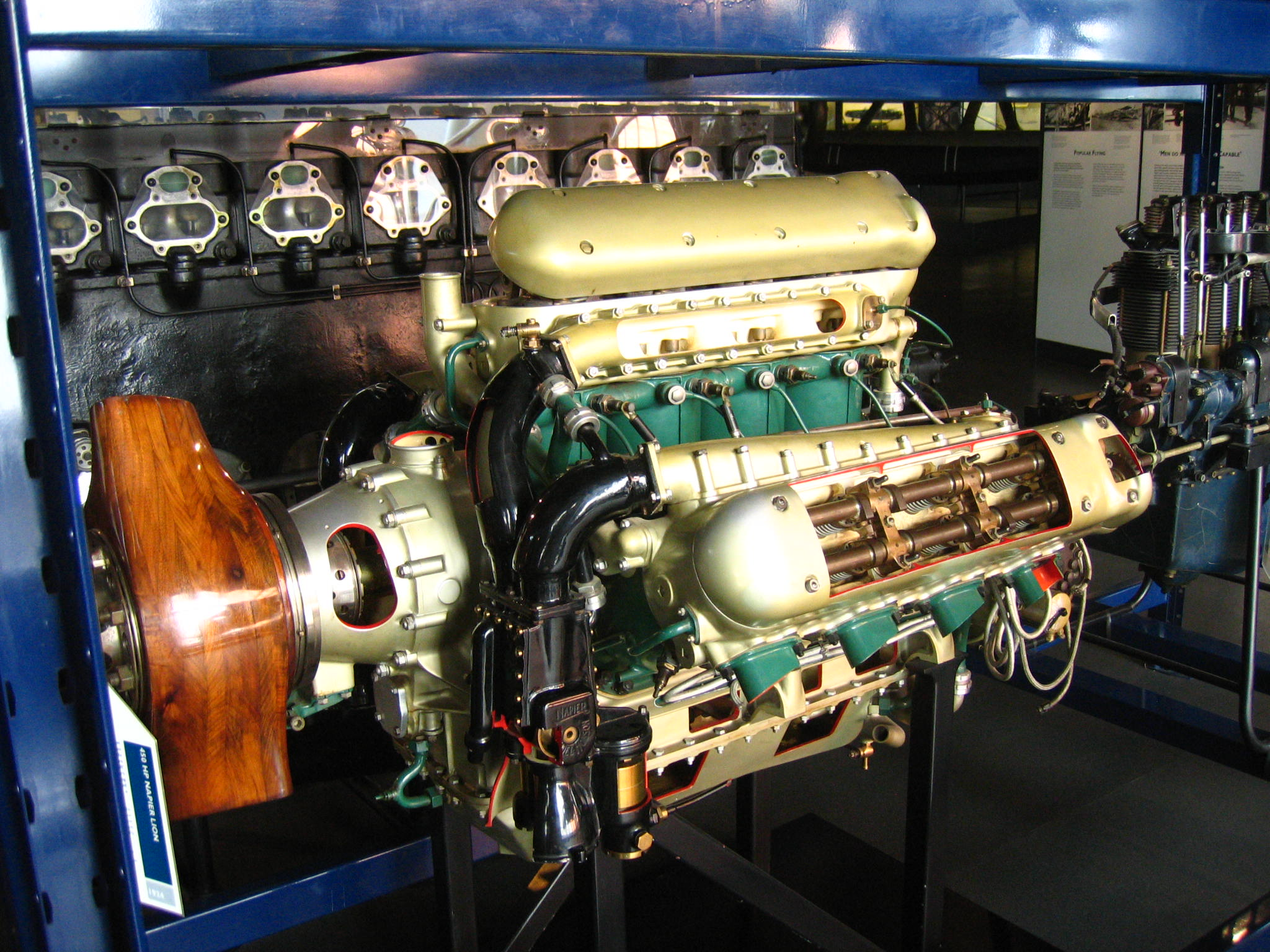
ネイピア ライオンエンジン

第一次世界大戦の初期にネイピアは他社で設計されたエンジンを製作する契約を結んだ。当初はV型12気筒王立航空工場モデルのRAF 3であり、それに続いてV型8気筒サンビーム・アラブを製作した。どちらのエンジンも信頼性に欠けることがわかったため、1916年にネイピアは、これらに代わるエンジンを自社で設計することにした。この努力の結果こそがW型12気筒のライオンである。このエンジンはネイピアのベストセラーとなり、やがて他のすべての航空用エンジンを駆逐してしまうことになる。このライオンは、マルコム・キャンベルのネイピア-キャンベル・ブルーバードや、キャンベル-ネイピア-レイルトン・ブルーバード、ヘンリー・シーグレーブのゴールデン・アローなどで陸上速度記録を樹立するために使われ続けた。
車両の生産は続き、2,000台のトラックと救急車が英国陸軍省に供給された。モンタギュー・ネイピアの健康は衰え、1917年にフランスのカンヌに移るが、1931年に死去するまで会社の運営に活発に関わり続けた。
第一次世界大戦の間、会社は600機の航空機をアクトン工場で製作する契約を結んだ。内訳は50機の王立航空工場R.E.7と、400機の王立航空工場R.E.8、そして150機のソッピース スナイプであった。
1919年には6リッター、6気筒のT75によって民生用自動車の生産が再開された。これらのモデルは非常に高価で、ロールス・ロイス・シルヴァーゴーストとほぼ同じ程度の価格であったため、1920年代の初めには売り上げは下落した。1924年には自動車の生産が打ち切られた。1931年には破綻したベントレーの買収が試みられたが、土壇場になってロールス-ロイスに競り負けてしまう。ネイピアの最後の車両プロジェクトは、3輪のトレーラートラック型貨物自動車であったが、自社でこれを生産するかわりに、スキャンメルに売却してしまった。スキャンメルはこれを数百台生産した。
1930年代になると、はるかに大型でもっと高出力の航空機用エンジンが他の会社から販売されるようになり、ライオンのセールスは突然終わりを告げた。ネイピアはただちに、1920年代にブラックバーン・クバルー単発爆撃機で使用されたX型16気筒、1,000 hp (750 kW)のカブエンジンを製作した経験をもとに新型エンジンの設計に取り組み始めた。この結果が、ともに空冷H型のデザインである16気筒のレイピアと、24気筒のダガーであった。レイピアとダガーのどちらも、後端シリンダーの冷却が貧弱であることから、信頼性に乏しいことが判明する。さらにまた、ダガーが出荷された時点での出力 1,000 hp (750 kW)は、他社の競合機に劣るものであった。

## 第二次世界大戦

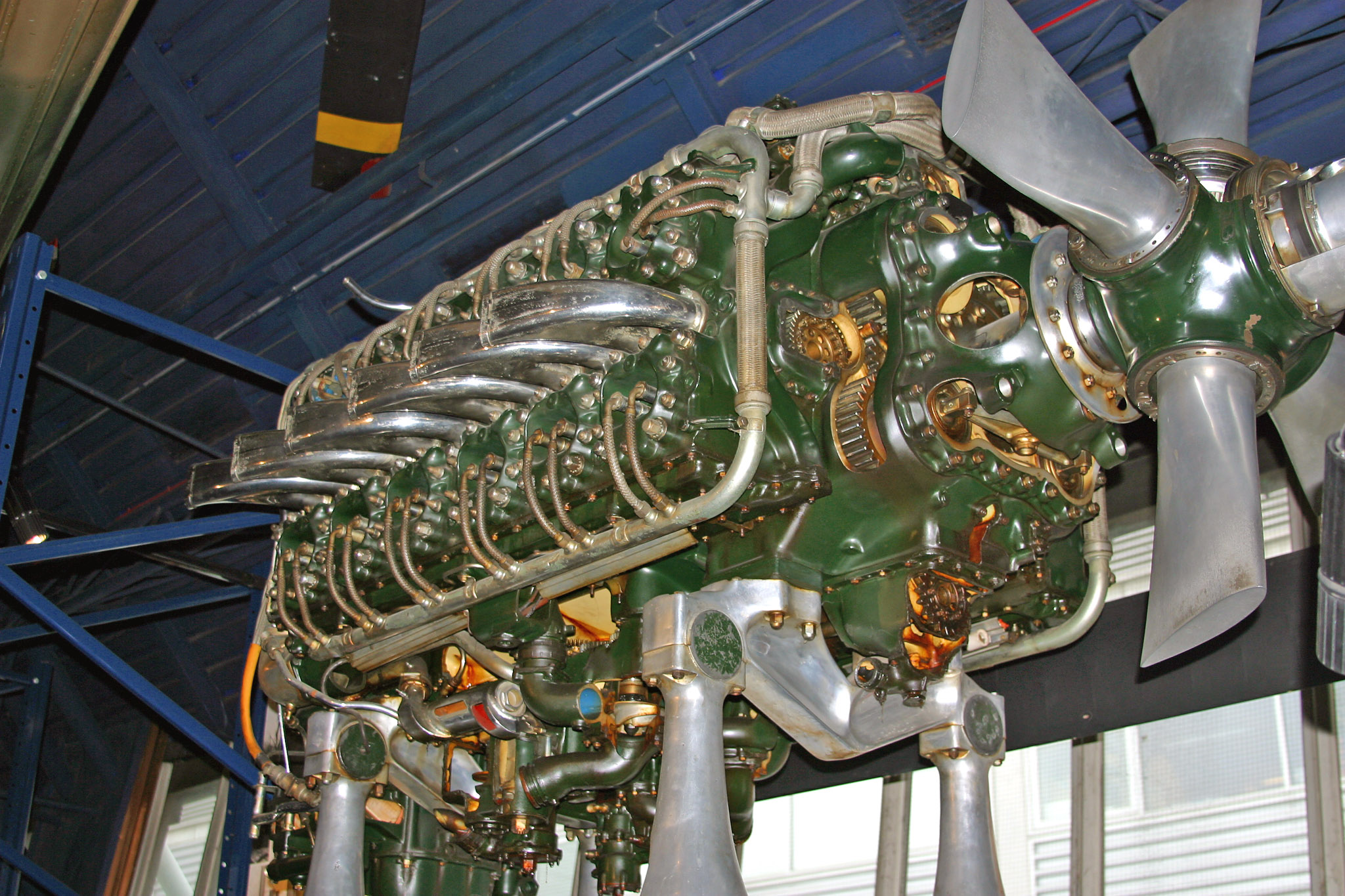
ネイピア セイバー エンジン

ネイピアは新型のスリーブバルブ方式を使って、さらに大型のH型24気筒エンジンを一から設計することを決定する。そして、これはまもなくセイバーという名で知られるようになる。フランク・ハルフォードの下で設計されたこのエンジンは、非常に先進的であったために製造ラインでの量産が困難であることが明らかになる。この結果、エンジンは1940年までに完成していたのに、量産品の信頼性が認められるようになるのは1944年になってからであった。このときに払われた改善のための努力が、競合機よりもはるかに小型でありながら3,500 hp (2,600 kW)を発生する、世界で最も高出力のエンジンであるセイバーVII型へと繋がっていく。
ネイピアはまた、航空用ディーゼルエンジンの開発も行っていた。会社は1930年代にユンカース・ユモ 204を英国で生産するためのライセンスを得て、これをカルバリンと呼んでいた。さらにこれをベースにカットラスという名の小型のエンジンを製作する計画もあったが、いずれも第2次世界大戦の勃発によって打ち切られた。
ネイピアは船舶用エンジンも開発していた。ライオン航空エンジンをもとにしたガソリン駆動のシー・ライオンは 500 hp (370 kW) を発生し、"ホエール・バック"航空救難艇で使用された。

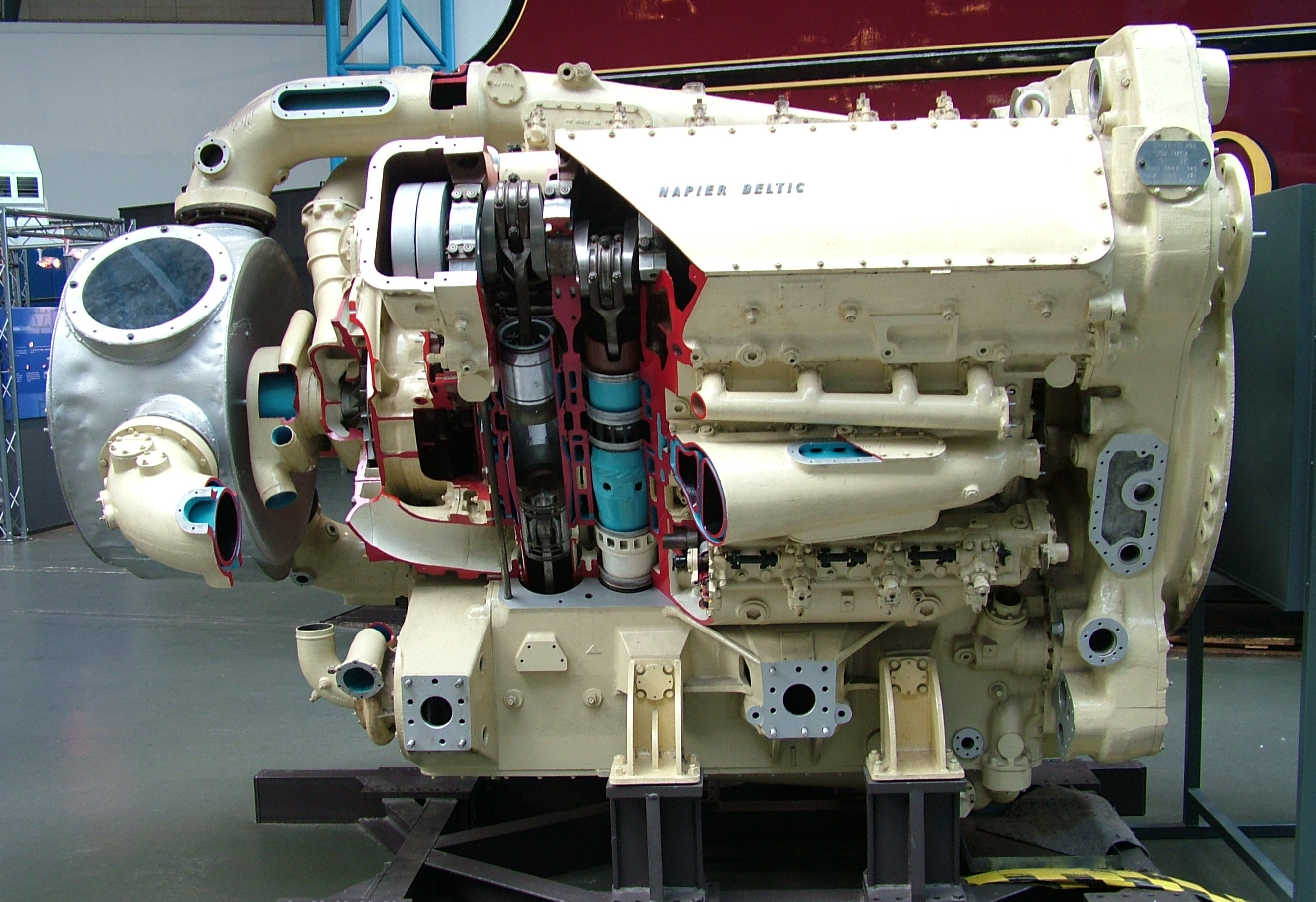
ネイピア デルティックエンジンのカットアウエイモデル

ネイピアは戦争中の1944年に、英国海軍の哨戒艇で使用するディーゼルエンジン供給の要請を受けたが、カルバリンの720 hp (540 kW)はその要求を満たすにはほど遠いものであった。そこでネイピアはデルティックを開発した。これは基本的には3基のカルバリンをデルタ状に組み合わせて巨大な3角柱としたものである。このデルティックは、当時設計された中では最も複雑なエンジンのひとつと考えられているが、それにもかかわらず高い信頼性があり、設計の目的であった魚雷艇や掃海艇、そしてそのほかの小艦艇に加えて、戦後になってからはイギリス国鉄55形ディーゼル機関車でも使用された。
さらに第二次大戦中に6気筒300立方インチの車両用エンジン開発が政府から委託されたが、この設計は1945年にレイランド・モーターズに売却された。

## 大戦後

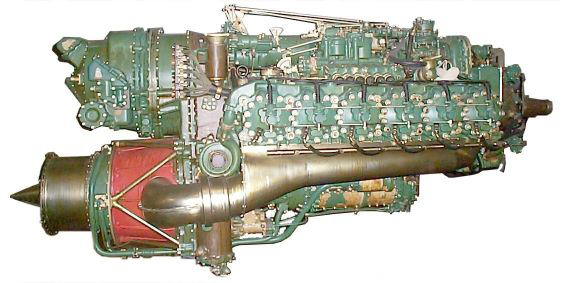
ノーマッドエンジン（2型）。下部の太いダクトが各シリンダーからの排気ガスを集めて後部のタービン部へと送り、コーンが覗く噴射口から最終的な排気が行われる。

ネイピアによる最後の大型エンジンが、ターボコンパウンド型のノーマッドであった。これはディーゼルエンジンとタービンを組み合わせて、そのままでは排気によって失われてしまうエネルギーを回収する設計である。この複雑な設計の利点は燃費である。このエンジンの正味燃料消費率は、今日でもなお、あらゆる航空エンジンの中で最良である。しかしながら通常のジェットエンジンでも、はるかに高い高度を飛行することでよりいっそう良い燃費を得ることができたし、そのうえ既存の設計が市場の“低価格”帯をほぼ完全に占有していた。ノーマッドはほとんど市場から省みられることはなく、結局プロジェクトは打ち切りとなった。
戦後になると、ほかの多くのエンジンメーカー同様、ネイピアもジェットエンジンの設計に方向を転換する。大手のベンダーに席巻されていない唯一の市場への進出を決定したネイピアは、いくつかのターボプロップエンジンを開発する。このエンジンは特定用途(特にヘリコプター)を意識したものであった。最初に設計されたナイアドとダブル・ナイアドは英国海軍艦隊航空隊での使用を意識したものだったが、結局採用されることはなかった。より小型のモデルである3,000馬力級のエランドと1,500馬力級ガゼルはそれなりにうまくいった。ことにガゼルは、広く使われたウェストランド・エセックス ヘリコプターの複数のモデルに搭載された。

## イングリッシュ・エレクトリック
ネイピアは1942年にイングリッシュ・エレクトリックに買収される。1961年にはロールス・ロイスがネイピアの航空エンジン部門を買収して、ガゼルの販売を継続するがエランドは打ち切りとなった。今日ではネイピアはエンジンを製造しておらず、デルティック・エンジンの販売が1960年代に打ち切られたのを最後に、あらたな近代的エンジンの設計は行っていない。ネイピアは現在ではターボチャージャーの主要な供給元として続いており、その製品は多くのエンジンに搭載されている。

## 近年の動き
1960年代後半にゼネラル・エレクトリック・カンパニー(GEC)がイングリッシュ・エレクトリックを買収する。後にGECはGEC-アルストムの一部門となり、その後アルストムとなる。ジーメンスが2003年3月にアルストムのリンカーン・オペレーションズを買収した際に、ネイピアのビジネスも取得した。ネイピア・ターボチャージャーズ社は2008年6月に、代表取締役アンディ・サッカーが指揮するマネジメント・バイアウトによってジーメンスから買収された。この買収はプライマリー・キャピタルという未公開の株式会社によって資金を提供されており、その額は約1億ポンドであった。2013年の初めにネイピア・ターボチャージャーズはワブテックの一部門となった。ネイピア・ターボチャージャーズは船舶、電力、鉄道産業用のターボ過給器を製造しており、約150名を雇用している。

## 参照
1. 1 2 3 4  Hull, Peter G. (1974). “Napier: The Stradivarius of the Road”. In Northey, Tom,. The World of Automobiles. Volume 13,. London: Orbis. p. 1483
2. 1 2  Hull, Napier, p. 1484
3. 1 2 3 4  Hull, Napier, p. 1485
4. ↑  Clymer, Floyd. Treasury of Early American Automobiles, 1877–1925 (New York: Bonanza Books, 1950), p.30.
5. ↑  Wise, David B., "Edge: Progenitor of the six-cylinder engine", in Northey, Volume 5, p.589.
6. ↑  Wise[要ページ番号]
7. ↑  Wise p.1486.
8. ↑  Wise [要ページ番号]
9. 1 2 3 4 5 6  Wise
10. ↑  Wise, pp.1486–7.
11. ↑  ibid.', p.1487.
12. ↑  Wise, p.1488.
13. ↑  w:G. N. Georgano Cars: Early and Vintage, 1886–1930. (London: Grange-Universal, 1985)
14. ↑  Hull, op. cit.
15. ↑  Wikipedia, w:Selwyn Edge
16. ↑  Wise, p. 1,489
17. ↑  Hull, p. 1,489.
18. ↑  Hull
19. ↑  ibid., p.1490.
20. ↑  Wise, Volume 5, p.589.
21. 1 2  The Penny Illustrated Paper and Illustrated Times (London, England),Saturday, November 17, 1906; pg. 309; Issue 2373. The Sensational Adventures of Miss Dorothy Levitt, - Champion Lady Motorist of the World.  Available at British Library, British Newspapers,  Search for Dorothy Levitt
22. 1 2  Autosport, The Nostalgia Forum, Historical Research, Complete transcription of The Penny Illustrated Paper and Illustrated Times (London, England), Saturday, November 17, 1906; pg. 309; Issue 2373. The Sensational Adventures of Miss Dorothy Levitt, - Champion Lady Motorist of the World
23. 1 2  The Woman and the Car – A chatty little handbook for all women who motor or who want to motor by Dorothy Levitt. pages 8-9.